# Kolymbethra
Kolymbethra è il termine greco che indica la piscina utilizzata in età romana per giochi acquatici all'interno degli anfiteatri. 
Le murature dell'arena venivano ricoperte con malta idraulica, al fine d'impermeabilizzarle.
Questa struttura è tipica dell'età tardoantica, quando le arene venivano trasformate per ospitare spettacoli meno cruenti e dal carattere particolarmente licenzioso: si esibivano infatti fanciulle dagli abiti succinti, cosa che destava lo sdegno dei predicatori cristiani.